# Quiñac
Quiñac es una localidad peruana ubicada en el distrito de Manás, perteneciente a la provincia de Cajatambo del departamento de Lima, al centro oeste del Perú. 

## Ubicación
Quiñac se ubica al sur de la provincia de Cajatambo, en el distrito de Manás, en el departamento de Lima.

## Demografía
En 2017 Quiñac tenía una población de 2 habitantes y 4 viviendas.
| Gráfica de evolución demográfica de Quiñac entre 1993 y 2017 |
|                                                              |
| Fuentes: Población 1993 y 2017                               |